# Wierzbinek (gmina)
Wierzbinek (do 1954 gmina Boguszyce + gmina Ruszkowo) – gmina wiejska w województwie wielkopolskim, w powiecie konińskim. Historycznie gmina położona jest na Kujawach.
Według danych z 30 czerwca 2004 gminę zamieszkiwało 7645 osób.

## Historia
Gmina Wierzbinek powstała 1 stycznia 1973 roku w powiecie radziejowskim w województwie bydgoskim wraz z reformą administracyjną kraju. W jej skład weszło 40 sołectw: Boguszyce, Broniszewo (z Wywoźnią), Cegielnia-Rudki (z Pagórkami), Chlebowo (z Wierzbinkiem), Gaj, Galczyce, Goczki Polskie, Goplana (z Koszewem, Warzymowem, Włodzimierą Kolonią Warzymowską i Pauliną), Helenowo, Kalina, Katarzynowo, Kazimierowo, Kazubek, Kolonia Racięcka, Kryszkowice, Krzymowo, Kwiatkowo, Łysek (z Lucjanowem), Mąkoszyn, Morzyczyn  (z Ruszkowem), Noć, Nykiel, Obory, Ostrowo, Palmowo, Pamiątka (z Władysławowem), Racięcin, Sadlno, Słomkowo (ze Straszewem), Stara Ruda (z Nową Rudą), Synogać, Teresewo, Tomisławice, Wilcza Kłoda (z Ruszkówkiem), Witkowice, Zaborowo, Zakrzewek, Zaryń (z Zamościem), Zielonka, Ziemięcin i Zygmuntowo (z Piastowem).
Gmina Wierzbinek objęła bardzo zróżnicowano obszar należący przed 1954 rokiem do czterech gmin: Boguszyce, Piotrków i Ruszkowo, przynależących w latach 1867–1870 do powiatu radziejowskiego, 1871–1948 do powiatu nieszawskiego i 1948–1954 do powiatu aleksandrowskiego w województwie bydgoskim; fragment gminy należał także do gminy Lubotyń w powiecie kolskim w województwie poznańskim (Zaryń i Zamość).
W latach 1975–1998 gmina położona była w województwie konińskim. 
1 stycznia 1977 od gminy Wierzbinek odłączono obszar sołectwa Goplana, włączając je do gminy Skulsk. Sołectwo obejmowało miejscowości Goplana, Koszewo, Warzymowo, Kolonia Warzymowska (z Pauliną), Włodzimiera, Piastowo i Zygmuntowo (1973–75 Piastowo i Zygmuntowo tworzyły odrębne sołectwo Zygmuntowo, które zniesiono i włączono do sołecta Goplana). W związku z tym w skład gminy Skulsk weszły miejscowości gminy Wierzbinek położone na zachód od Kanału Ślesińskiego, co z powodu braku mostów na aktualnym odcinku usprawniło komunikację.
W 1999 roku gminę Wierzbinek włączono do reaktywowanego powiatu konińskiego w nowo utworzonym województwie wielkopolskim.

### Obszar gminy pod okupacją niemiecką
Wiosną 1939 w związku z zagrożeniem agresją niemiecką na Polskę, rozpoczęto budowę pozycji obronnych. Na terenie współczesnej gminy pracę podjęła grupa pod dowództwem kpt. Michała Franciszka Sapińskiego (17 DP). Zgodnie z założeniami na wybudowanych umocnieniach (odcinek Skulsk-Ślesin, łącznie 7 schronów) miały stacjonować różne pozadywizyjne jednostki piechoty, bataliony ON i jedna brygada kawalerii (Podolska lub Wielkopolska). W wyniku działań bojowych prowadzonych przez Armię Poznań dnia 6 września nastąpiła reorganizacja w wyniku której zgrupowania Batalionów Obrony Narodowej płk. Siudy stanowić miały straż tylną odchodzącej z Wielkopolski Armii Poznań, zabezpieczając ją na linii umocnień zlokalizowanych na terenie obecnej gminy Wierzbinek.

## Struktura powierzchni
Według danych z roku 2002 gmina Wierzbinek ma obszar 148,05 km², w tym:
- użytki rolne: 81%
- użytki leśne: 11%

Gmina stanowi 9,38% powierzchni powiatu.

## Demografia

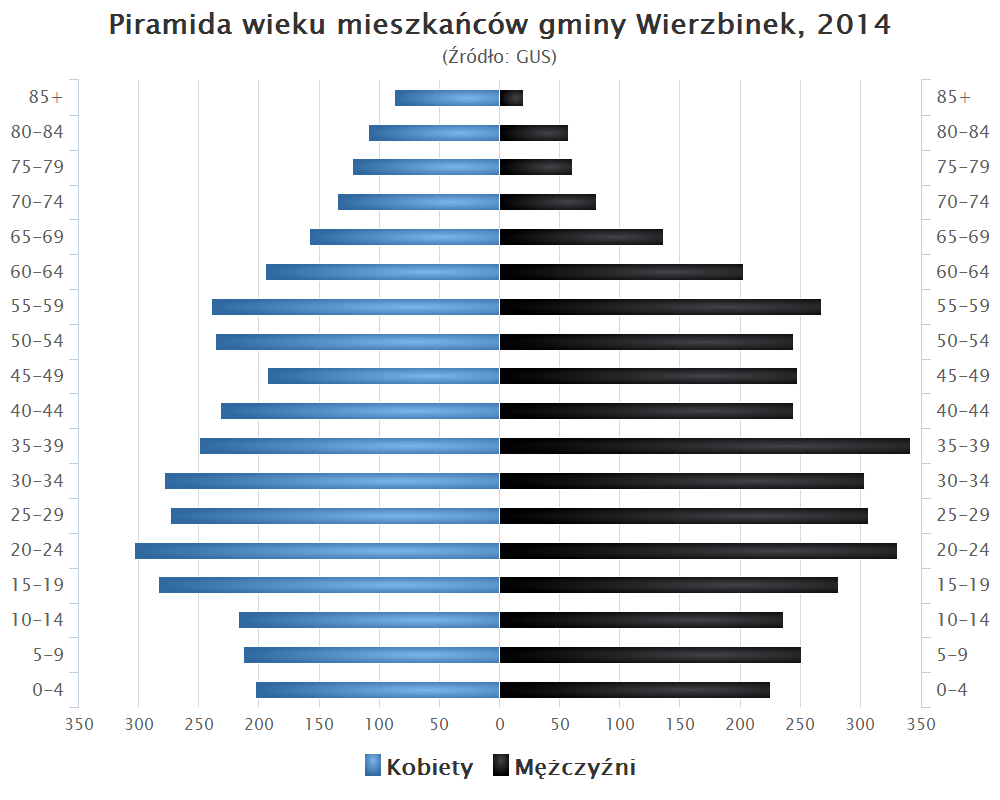
Piramida wieku mieszkańców gminy Wierzbinek w 2014 roku

Dane z 30 czerwca 2004:
| Opis                              | Ogółem | Ogółem | Kobiety | Kobiety | Mężczyźni | Mężczyźni |
| --------------------------------- | ------ | ------ | ------- | ------- | --------- | --------- |
| jednostka                         | osób   | %      | osób    | %       | osób      | %         |
| populacja                         | 7645   | 100    | 3813    | 49,9    | 3832      | 50,1      |
| gęstość zaludnienia (mieszk./km²) | 51,6   | 51,6   | 25,8    | 25,8    | 25,9      | 25,9      |

## Oświata
- Szkoła Podstawowa w Morzyczynie,
- Szkoła Podstawowa w Tomisławicach,
- Szkoła Podstawowa w Zaryniu,
- Szkoła Podstawowa w Sadlnie,
- Szkoła Podstawowa w Zakrzewku[10]

## Ochotnicza Straż Pożarna
- OSP Wierzbinek[11],
- OSP Boguszyce,
- OSP Broniszewo,
- OSP Tomisławice,
- OSP Synogać,
- OSP Mąkoszyn,
- OSP Sadlno,
- OSP Morzyczyn,
- OSP Racięcin,
- OSP Ziemięcin,
- OSP Wilcza Kłoda,
- OSP Stara Ruda[12]

## Sąsiednie gminy
Babiak, Piotrków Kujawski, Skulsk, Sompolno, Ślesin, Topólka

## Współpraca
Gmina współpracuje z :

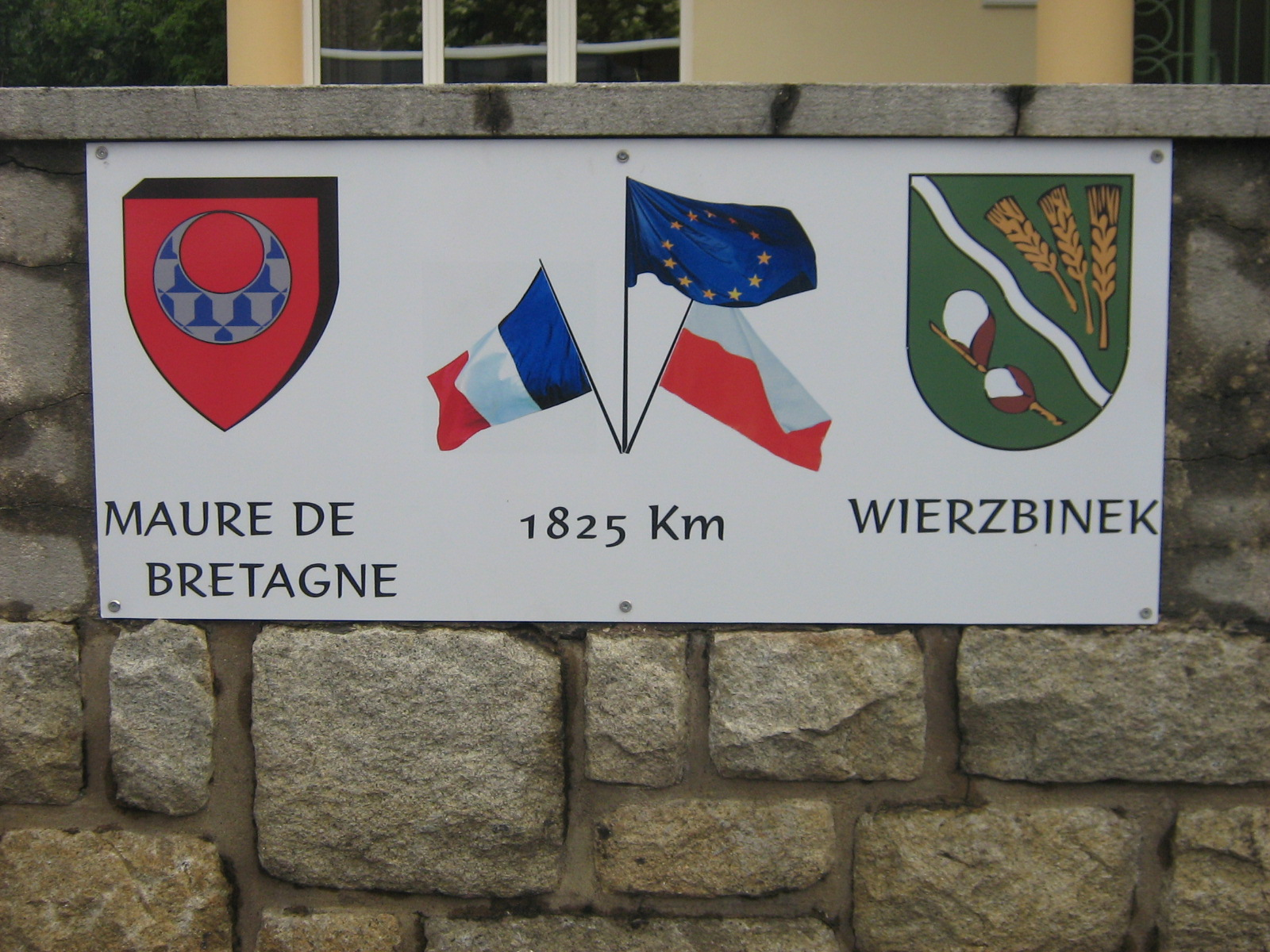
Tablica przed siedzibą mera Maure-de-Bretagne

- Maure-de-Bretagne (od 2004 roku)[13]